# Mark Begich
Mark Peter Begich, né le 30 mars 1962 à Anchorage, est un homme politique américain, membre du Parti démocrate. Il est l'oncle de Nick Begich III.

## Biographie
Fils de Nick Begich, ancien représentant de l'État à la Chambre fédérale, frère de Nick Begich, Jr, écologiste et essayiste, et petit-fils d'émigrants croates, Mark Begich entre en politique à l'âge de 26 ans en intégrant le Conseil municipal d'Anchorage en 1988. Il devient maire de la ville en 2003 à sa troisième tentative en battant le maire républicain sortant. Il est le premier démocrate à occuper le poste depuis Tony Knowles en 1987. Réélu en 2006, il demeure en poste jusqu'à son entrée au Sénat des États-Unis.
En novembre 2008, il est candidat au Sénat américain contre le sénateur sortant Ted Stevens, impliqué dans une affaire de corruption et candidat à un septième mandat. D'abord donné perdant de justesse, c'est après recomptage et prise en compte des votes par correspondance que Begich s'impose avec 3 724 voix d'avance et 47,7 % des suffrages contre le sénateur sortant qui totalise 46,6 %. Il devient alors le premier sénateur démocrate d'Alaska depuis Mike Gravel en 1981.
Candidat à un second mandat lors des élections sénatoriales de novembre 2014, il est battu par son adversaire républicain, Dan Sullivan, qui obtient 47,96 % des voix contre 45,83 % pour Begich.
Le 6 novembre 2018, il est battu par le républicain Mike Dunleavy lors de l'élection du gouverneur de l'Alaska.

## Prises de position
Globalement, ses prises de positions politiques sont assez modérés :
- Il est plutôt contre la peine de mort, même s'il déclare pouvoir évoluer sur cette question.
- Il défend le droit de porter des armes sans restrictions.
- Concernant le droit à l'avortement, il est pro-choix et soutient le mariage homosexuel.
- Il est opposé au Patriot Act et soutient les forages pétroliers dans le refuge faunique national Arctic (réserve nationale d'Alaska).

Begich apporte son soutien au plan de relance de l'économie du président Barack Obama. Il vote également pour la nomination de Sonia Sotomayor à la Cour suprême des États-Unis.